# Kolumna (architektura)

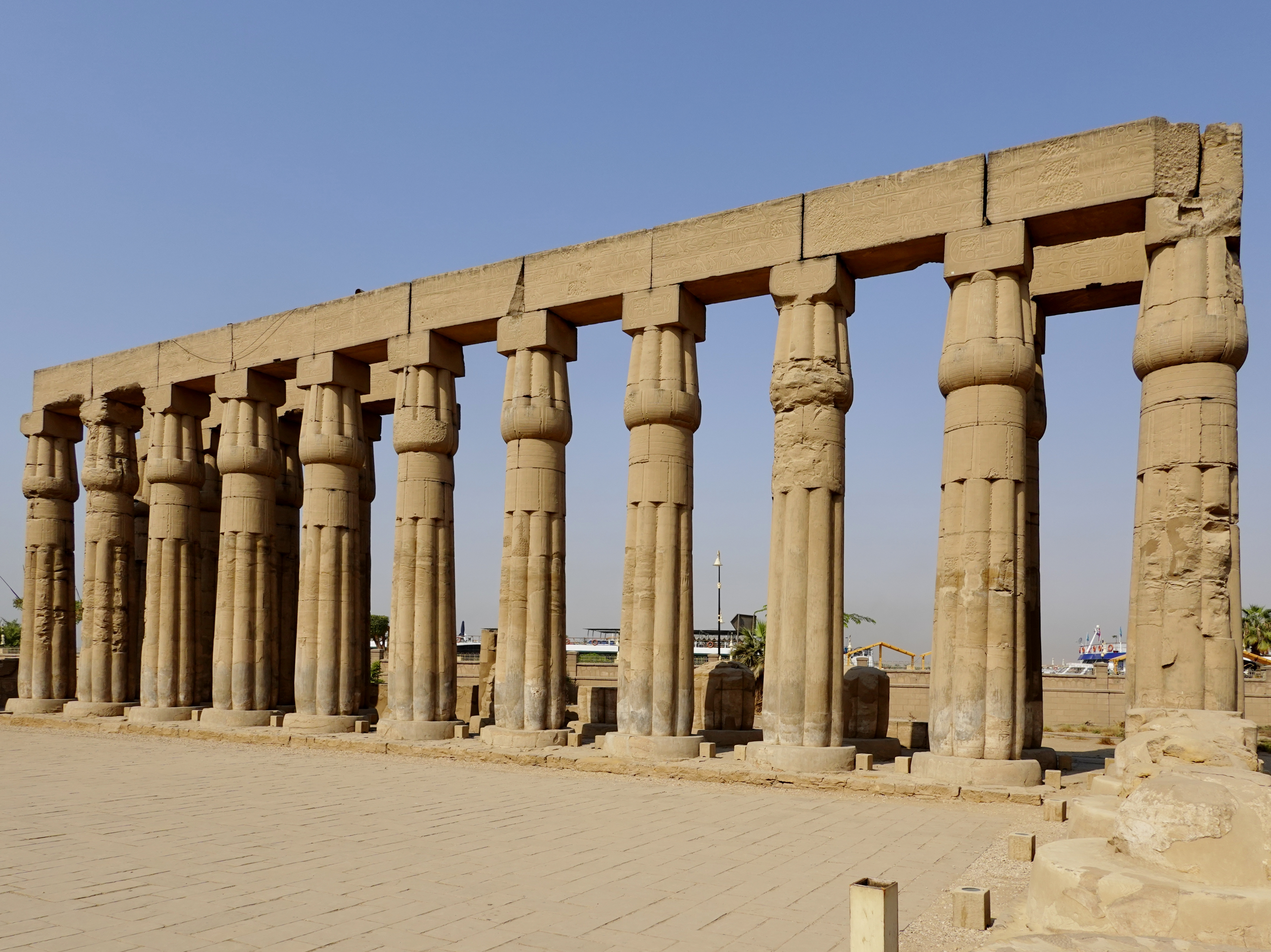
Kolumny egipskie

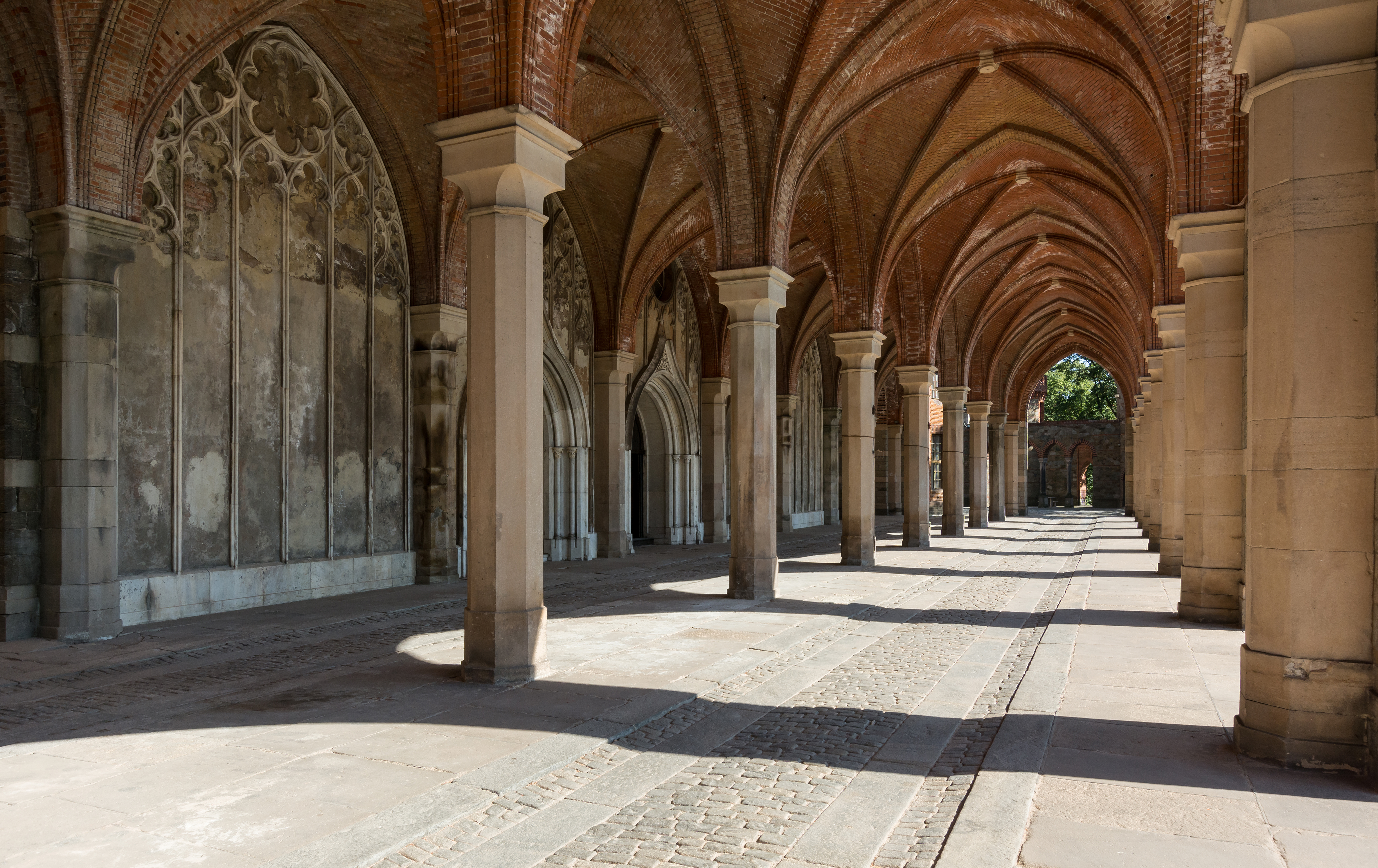
Kolumny wewnątrz krużganka

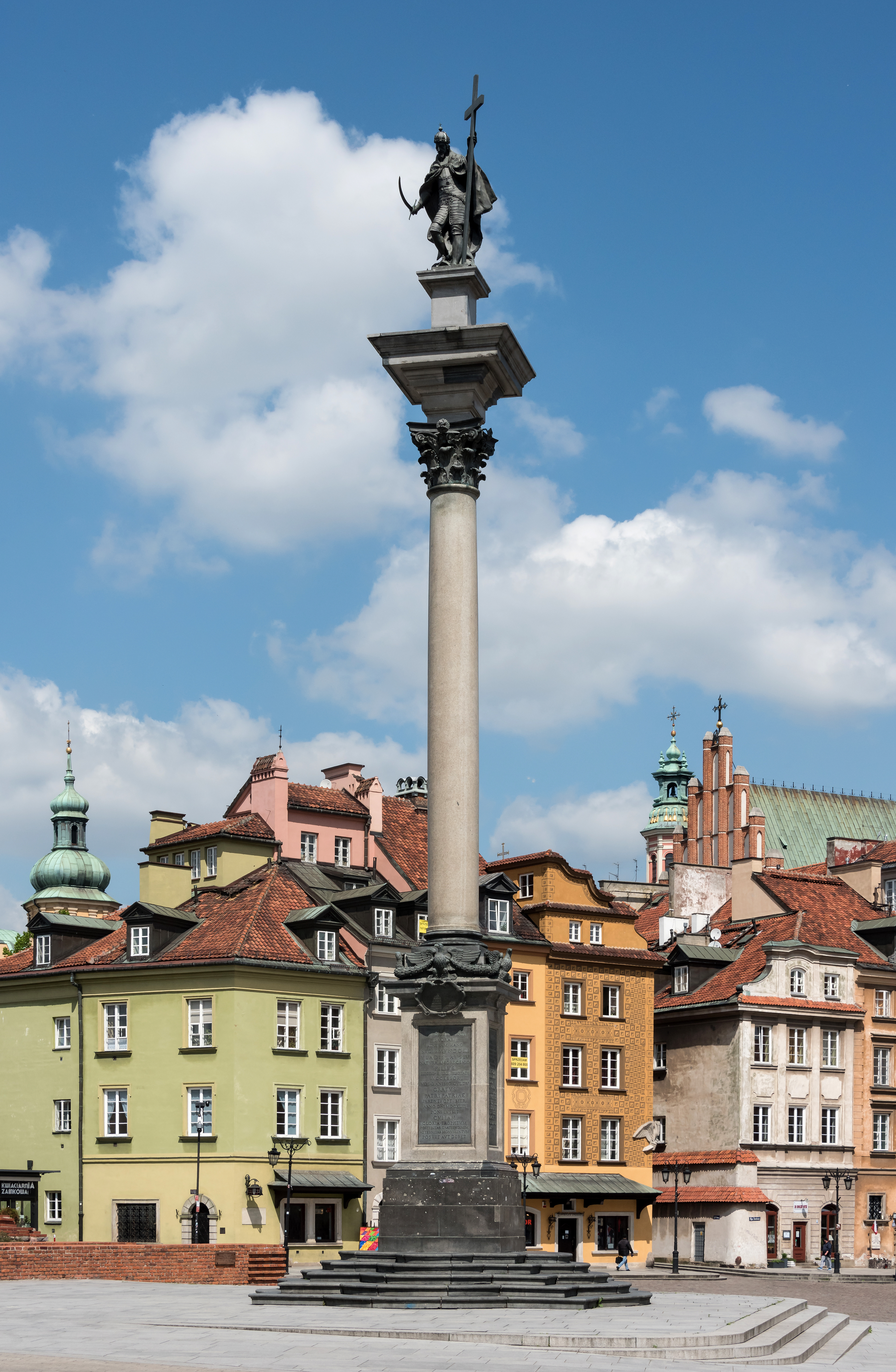
Kolumna Zygmunta III Wazy

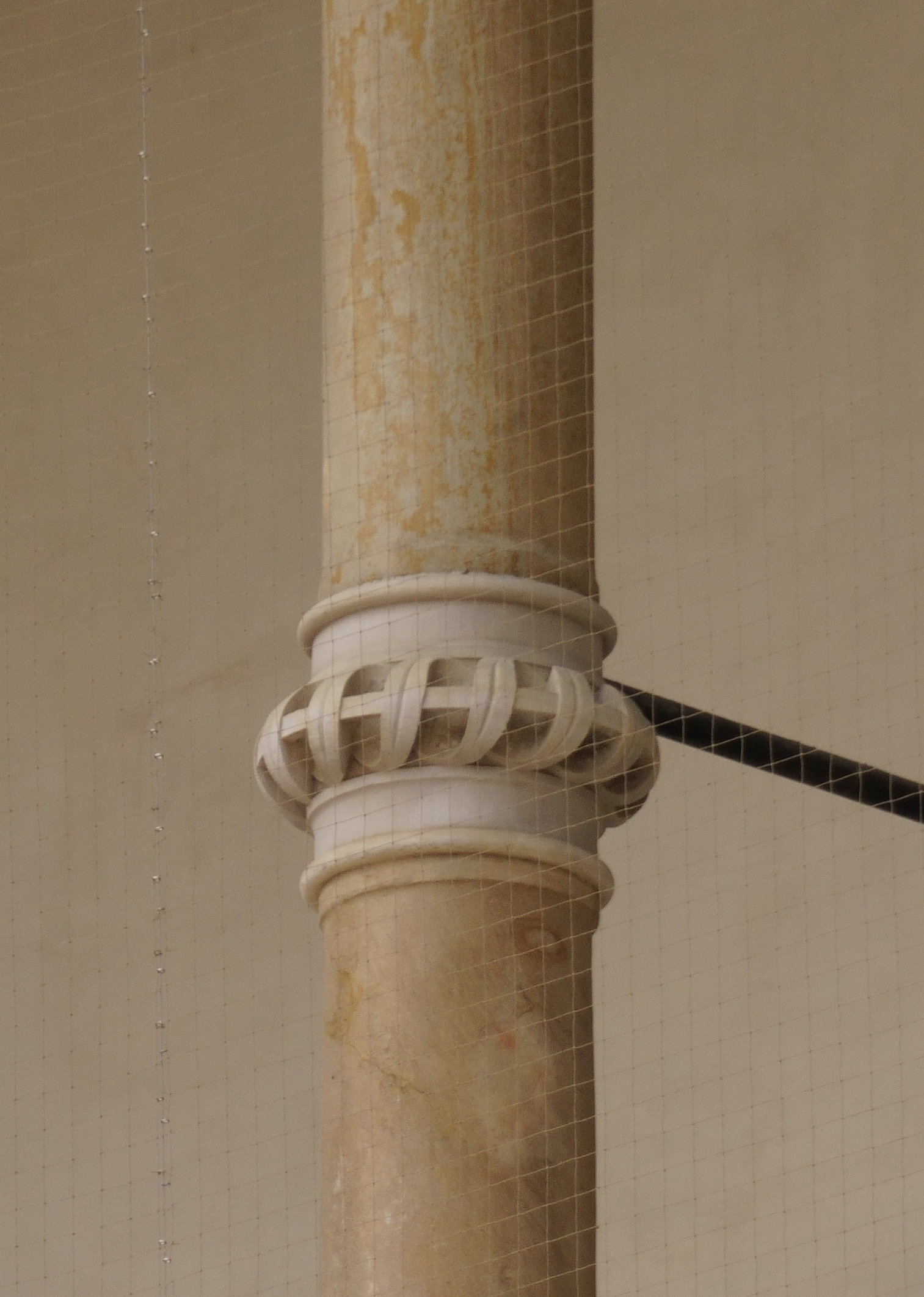
Kolumny podtrzymujące więźbę dachu w połowie przewiązane podwiązką. Kraków. Wawel. Krużganki

Kolumna – pionowa podpora architektoniczna o przekroju koła lub wielokąta foremnego. Jeden z najstarszych i najpowszechniej stosowanych w architekturze elementów podporowych stosowany w budownictwie już od czasów starożytnych. Pełni funkcje konstrukcyjne podpierając belkowanie lub łuk. Równocześnie dzięki plastycznemu opracowaniu jej części składowych (bazy, trzonu, głowicy) pełni funkcję dekoracyjną. Wykonywane są z różnych materiałów: kamienia, cegły, drewna, stali, żelbetu i innych.
Innym zastosowaniem kolumny jest wykorzystanie jej jako części składowej pomnika, na głowicy której umieszcza się posąg. Jednym z najbardziej znanych pomników starożytnych tego typu jest Kolumna Trajana znajdująca się w Rzymie. Najbardziej znanym polskim pomnikiem z wykorzystaniem kolumny, jest barokowy pomnik Zygmunta III Wazy w Warszawie określany jako Kolumna Zygmunta.
Kolumna może również pełnić rolę typowo dekoracyjną np. w meblarstwie czy złotnictwie.

## Budowa
Kolumna składa się z trzech zasadniczych części: bazy, trzonu i głowicy, a co najmniej z trzonu i głowicy.
Baza – podstawa kolumny, często profilowana.
Trzon – środkowa część kolumny, słup pomiędzy bazą a głowicą. Trzony kolumn mogą być monolitem lub składać się z połączonych czopami bębnów. Trzon często jest lekko wybrzuszony  (entazis), co ma na celu usunięcie złudzenia optycznego, polegającego na tym, że przy zastosowaniu prostego słupa wydaje się on wklęsły.
Głowica (kapitel) – część wieńcząca kolumnę, na niej wspiera się belkowanie, a od czasów rzymskich także łuk.

## Historia
Historia kolumny sięga czasów starożytnych. Kolumny wywodzą się z drewnianego pnia podpierającego dach domu. Podpora taka wspierana była na kamiennym cokole. Pomiędzy poziomą belką dachu a słupem umieszczano dość często dodatkową drewnianą deskę, która dała początek abakusowi.
Kształty i proporcje kolumn zmieniały się w różnych okresach rozwoju architektury zgodnie z panującymi stylami architektonicznymi, ale stosowano je jako element konstrukcyjny we wszystkich epokach architektonicznych. Kolumny stosuje się w architekturze do dzisiaj w postaci wewnętrznych elementów konstrukcyjnych wielkokubaturowych obiektów budowlanych (np. w kościołach) oraz elementów zewnętrznych np. portyków czy ganków.

### Starożytny Egipt
Kolumny w starożytnym Egipcie były niskie i przysadziste. Trzony ozdabiano płaskorzeźbami lub hieroglifami, głowice kształtowano w formie kwiatu lotosu lub palmy.

### Starożytna Persja
Kolumny perskie były smukłe z rzeźbiarsko opracowanymi głowicami (np. w kształcie byków).

### Starożytna Grecja i Starożytny Rzym
Kolumny były szeroko stosowane w architekturze starożytnej greckiej i rzymskiej. Przykładami ich wykorzystania są propyleje, stoa, buleuteriony, łuki triumfalne.
W starożytności w ramach porządków architektonicznych stosowano kolumny: 
- porządek dorycki – kolumna dorycka nie posiadała bazy, jej trzon ozdobiony był żłobkowaniem, a głowica składała się z dwóch części: echinusa i abakusa
- porządek joński – kolumna jońska, smuklejsza niż dorycka, posiadała profilowaną bazę, trzon żłobkowany i głowicę ozdobioną wolutą
- porządek koryncki – kolumna koryncka posiada profilowaną bazę, żłobkowany trzon i głowicę ozdobioną akantem
- porządek kompozytowy – kolumna kompozytowa posiada głowicę ozdobioną wolutą i liśćmi akantu
- porządek toskański – kolumna toskańska ma gładki trzon, profilowaną bazę i głowicę podobną do głowicy w kolumnie doryckiej

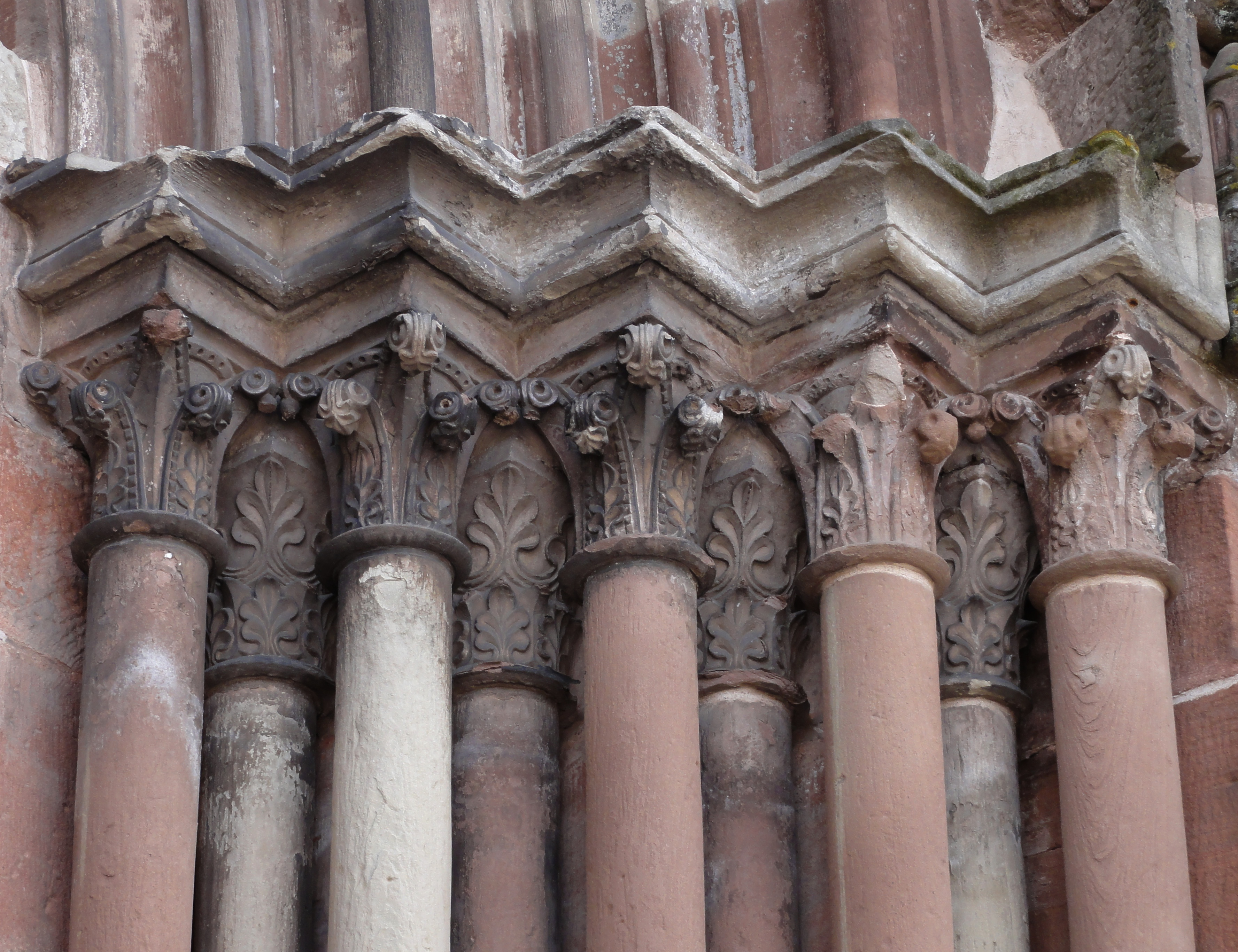
Kolumienki gotyckie zdobiące portal

### Romanizm
Trzony kolumn romańskich były bogato zdobione różnymi technikami (płaskorzeźbione, wyłożone mozaiką, malowane, spiralne). Charakterystyczne dla romanizmu są kolumny o głowicach kostkowych i bazy zdobione żabkami.

### Gotyk
Charakterystyczne dla gotyku są wąskie kolumienki oplatające filary (filar wiązkowy) czy zdobiące portale.

### Renesans

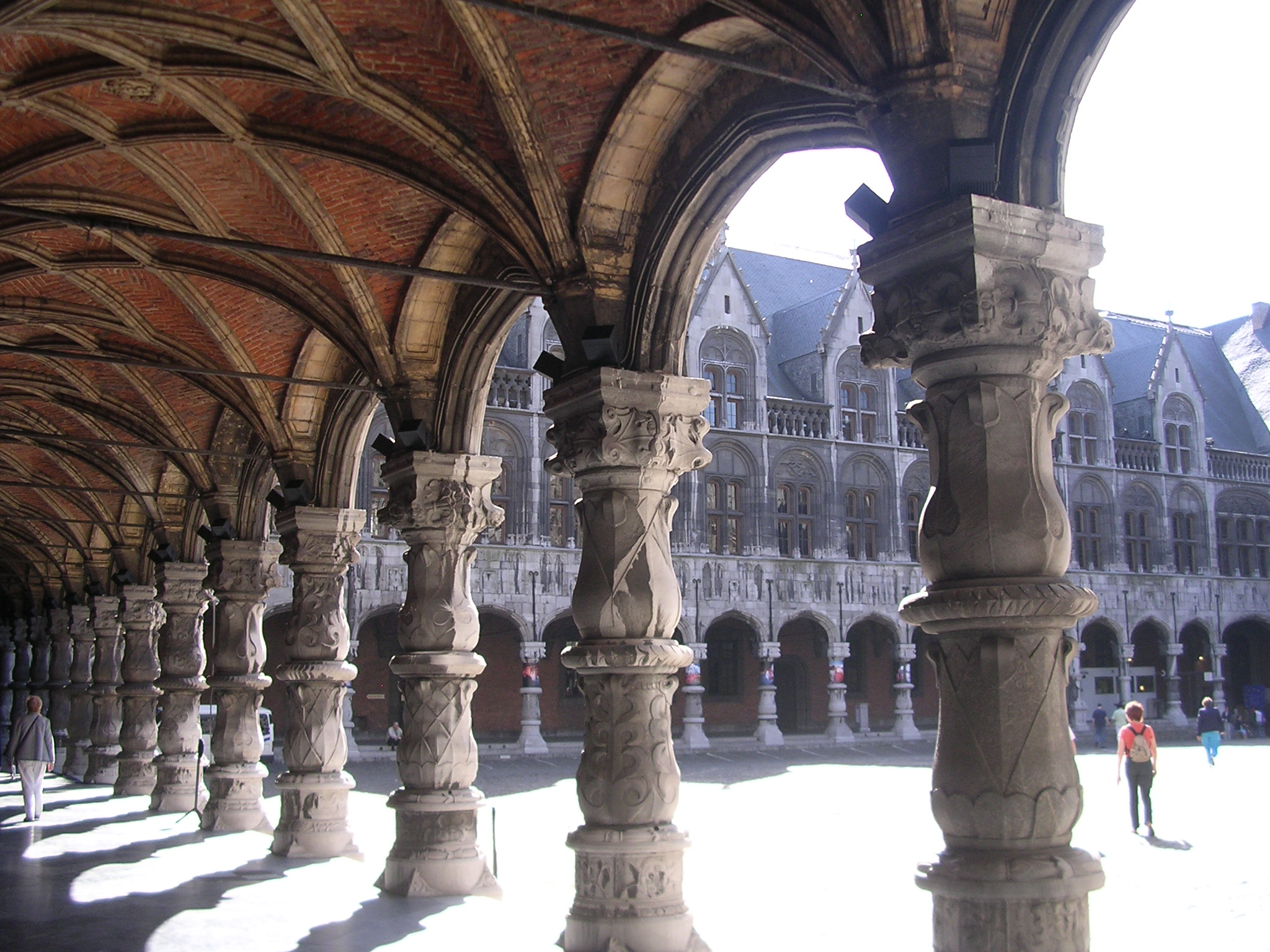
Kolumny kandelabrowe

W okresie renesansu w architekturze chętnie stosowano kolumny o bogato rzeźbionych trzonach. W manieryzmie powstały tzw. kolumny kandelabrowe, w których trzon składał się z kilku części o różnych średnicach ozdobionych ornamentami. Stosowano również tzw. "kolumny w okowach" o trzonach ujętych w poziome opaski.

### Barok

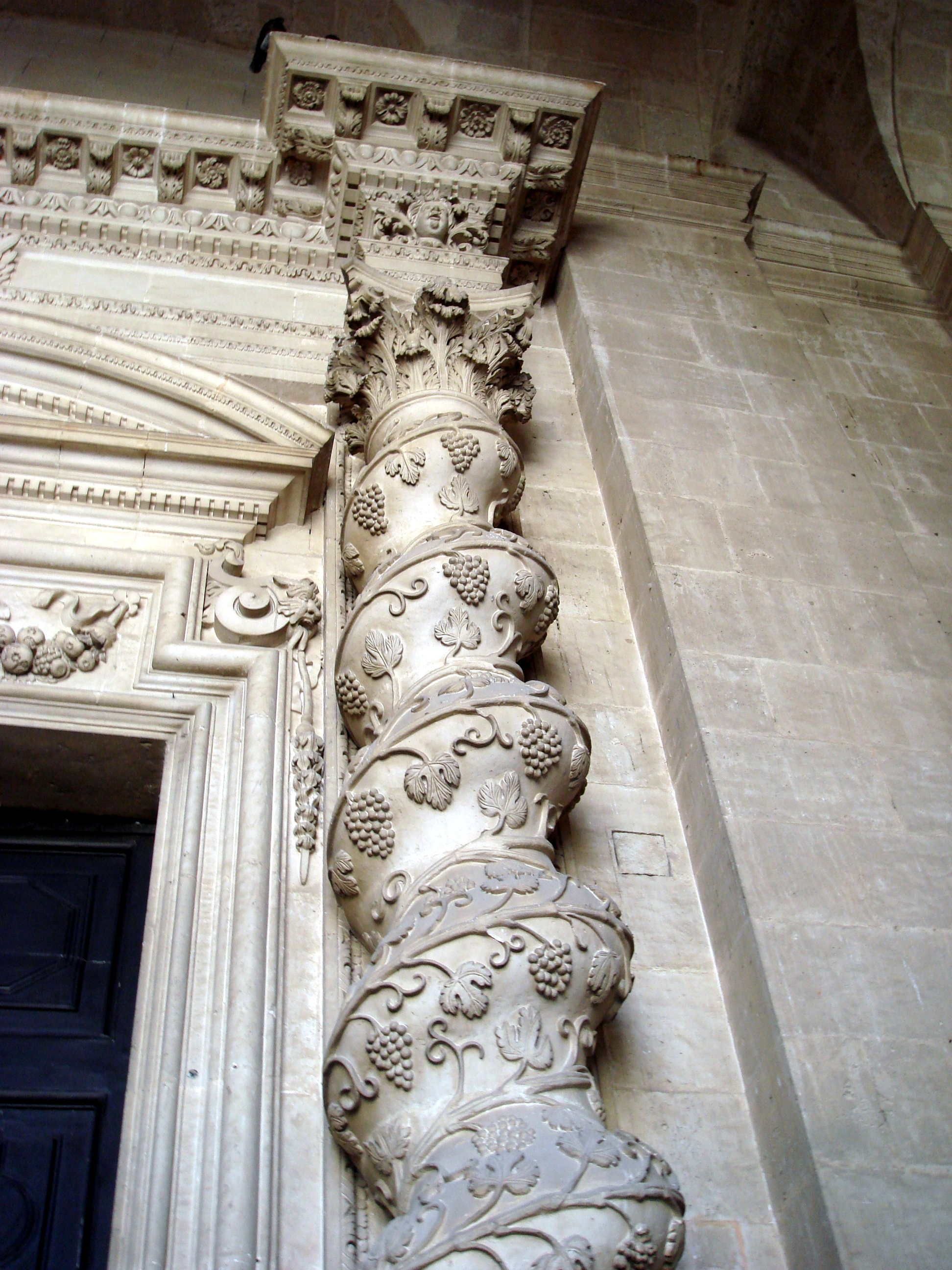
Kolumna barokowa, spiralna

W baroku często stosowano kolumny o trzonach spiralnych i boniowanych.

## Rodzaje kolumn ze względu na ich usytuowanie
- kolumna wolno stojąca – kolumna pojedyncza[1]
- kolumny bliźnie (parzyste) – kolumny ustawione parami blisko siebie[1]
- wiązka kolumn – kilka kolumn stykających się ze sobą obwodami[3]
- kolumna przyścienna – kolumna ustawiona bezpośrednio przy ścianie[2]
- półkolumna – kolumna w połowie wtopiona w lico ściany[1]
- ćwierćkolumna – kolumna częściowo wtopiona w lico ściany[1]

## Rodzaje kolumn ze względu na dekorację trzonu
- kolumna kanelowana (żłobkowana) – o trzonie pokrytym pionowymi rowkami
- kolumna kandelabrowa – o trzonie składającym się z części o zróżnicowanych średnicach i różnie dekorowanych[1][3]
- kolumna w okowach (kolumna boniowana) – o trzonie ujętym w poziome opaski, często boniowane[1]
- kolumna spiralna (kolumna salomonowa) – o trzonie spiralnym[1]

## Symbolika kolumny
Kolumna symbolizuje trwałość, stałość, siłę, zaufanie. Jako element pionowy jest symbolem połączenia nieba i ziemi. W czasach antyku uważana była za symbol chwały i dostojeństwa. W chrześcijaństwie kolumny są symbolem "filarów" kościoła: apostołów, kaznodziejów i głosicieli wiary, ale też mogą być symbolem Sakramentów Świętych lub darów Ducha Świętego. Złamana kolumna jest symbolem przerwanego nagle życia. Dwie kolumny są atrybutem Samsona.
W symbolice wolnomularskiej dwie kolumny symbolizują świątynię Salomona, na nich umieszczane są kule – symbole Ziemi i Niebios; złamana kolumna jest symbolem upadku człowieka.

## Elementy i przykłady kolumn

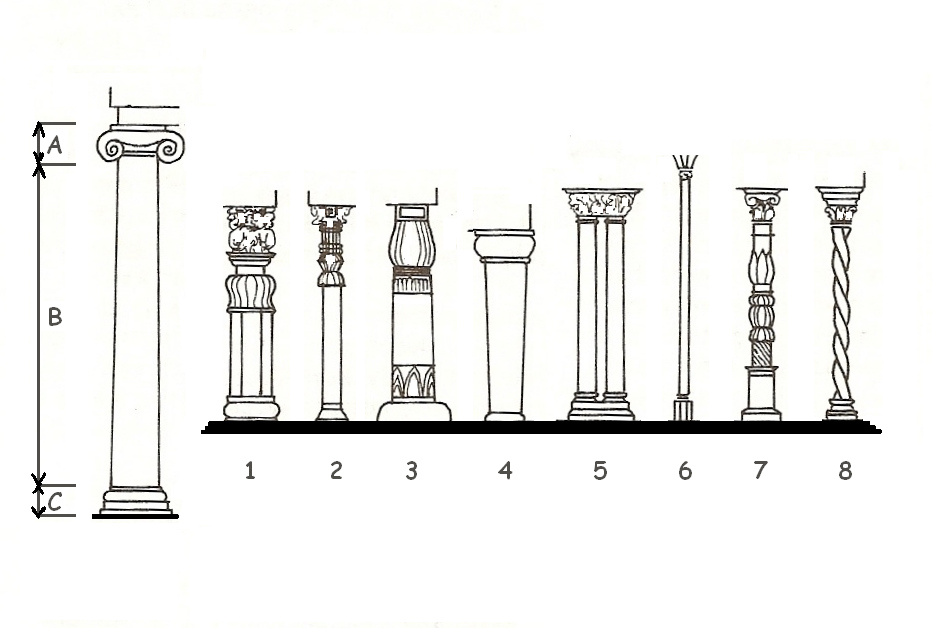
Przykłady kolumn

Elementy składowe na przykładzie kolumny porządku jońskiego:
- A – głowica (kapitel)
- B – trzon
- C – baza

Przykłady kolumn z różnych stylów architektonicznych:
1. hinduska
2. perska
3. egipska
4. kreteńska
5. romańska parzysta
6. gotycka
7. renesansowa
8. barokowa